# 34 Девы
34 Де́вы (лат. 34 Virginis) — кратная звезда в созвездии Девы на расстоянии приблизительно 238 световых лет (около 73 парсек) от Солнца. Возраст звезды определён как около 672 млн лет.

## Характеристики
Первый компонент (HD 111164) — белая звезда спектрального класса A3IV-V, или A3V, или A3, или A4V. Визуальная звёздная величина звезды — +6,095m. Масса — около 1,881 солнечной, радиус — около 1,968 солнечного, светимость — около 15,2 солнечной. Эффективная температура — около 8138 K.
Второй компонент — красный карлик спектрального класса M. Масса — около 89,83 юпитерианской (0,08575 солнечной). Удалён в среднем на 2,901 а.е..
Третий компонент (Gaia DR3 3928063396845580416). Визуальная звёздная величина звезды — +13m. Удалён на 3,2 угловой секунды.
Четвёртый компонент (WDS J12472+1157C). Визуальная звёздная величина звезды — +9,99m. Удалён на 139,6 угловой секунды.